# Annika Rembe
Karin Annika Lundström Rembe, född 7 juni 1955, är en svensk diplomat.
Annika Rembe utbildade sig till jurist på Stockholms universitet. Hon var har arbetat på Invest in Sweden Agency och var generalkommissarie för Sveriges deltagande i världsutställningen Expo 2010 i Shanghai. Från juli 2010 till 2018 var hon generaldirektör för Svenska institutet.. 1 oktober 2018 tillträdde hon som Sveriges generalkonsul i New York, där hon efterträdde Leif Pagrotsky.